# Герман Виткінд
Герман Виткінд OP (пол. Herman Wytkind, помер після 1401) — німецький католицький священник, домініканець, єпископ Львівський.

## Біографія
Він був пріором домініканського монастиря в Мюнстері або в Гільдесхаймі.
7 січня 1401 року папа Боніфацій IX призначив його єпископом Львівським. Відсутня інформація про його єпископську діяльність.